# Air Comores International
Air Comores International is een luchtvaartmaatschappij uit de Comoren met als thuisbasis Moroni.

## Geschiedenis
De maatschappij was opgericht als Air Bourbon en vloog van Réunion van 2002 tot 2003. In 2004 werd de naam veranderd in Air Comores International om internationale diensten te gaan uitvoeren vanuit de Comoren, maar werd in 2006 opgeheven.

## Diensten
Air Comores International voert (per mei 2007) lijnvluchten uit naar:
- Antananarivo
- Dar es Salaam
- Dubai
- Dzaoudzi
- Johannesburg
- Marseille
- Mauritius
- Moroni
- Parijs
- Saint Pierre

## Vloot
De vloot van Air Comores International bestaat (per mei 2007) uit:
- 1 Boeing B-767-300ER
- 1 Boeing B-737-400